# George Ledwell Taylor
Pour les articles homonymes, voir Taylor.
 (juillet 2021).
La mise en forme du texte ne suit pas les recommandations de Wikipédia : il faut le « wikifier ».
Les points d'amélioration suivants sont les cas les plus fréquents. Le détail des points à revoir est peut-être précisé sur la page de discussion.
- Les titres sont pré-formatés par le logiciel. Ils ne sont ni en capitales, ni en gras.
- Le texte ne doit pas être écrit en capitales (les noms de famille non plus), ni en gras, ni en italique, ni en « petit »…
- Le gras n'est utilisé que pour surligner le titre de l'article dans l'introduction, une seule fois.
- L'italique est rarement utilisé : mots en langue étrangère, titres d'œuvres, noms de bateaux, etc.
- Les citations ne sont pas en italique mais en corps de texte normal. Elles sont entourées par des guillemets français : « et ».
- Les listes à puces sont à éviter, des paragraphes rédigés étant largement préférés. Les tableaux sont à réserver à la présentation de données structurées (résultats, etc.).
- Les appels de note de bas de page (petits chiffres en exposant, introduits par l'outil «  Source ») sont à placer entre la fin de phrase et le point final[comme ça].
- Les liens internes (vers d'autres articles de Wikipédia) sont à choisir avec parcimonie. Créez des liens vers des articles approfondissant le sujet. Les termes génériques sans rapport avec le sujet sont à éviter, ainsi que les répétitions de liens vers un même terme.
- Les liens externes sont à placer uniquement dans une section « Liens externes », à la fin de l'article. Ces liens sont à choisir avec parcimonie suivant les règles définies. Si un lien sert de source à l'article, son insertion dans le texte est à faire par les notes de bas de page.
- La présentation des références doit suivre les conventions bibliographiques. Il est recommandé d'utiliser les modèles {{Ouvrage}}, {{Chapitre}}, {{Article}}, {{Lien web}} et/ou {{Bibliographie}}. Le mode d'édition visuel peut mettre en forme automatiquement les références.
- Insérer une infobox (cadre d'informations à droite) n'est pas obligatoire pour parachever la mise en page.

Pour une aide détaillée, merci de consulter Aide:Wikification.
Si vous pensez que ces points ont été résolus, vous pouvez retirer ce bandeau et améliorer la mise en forme d'un autre article.

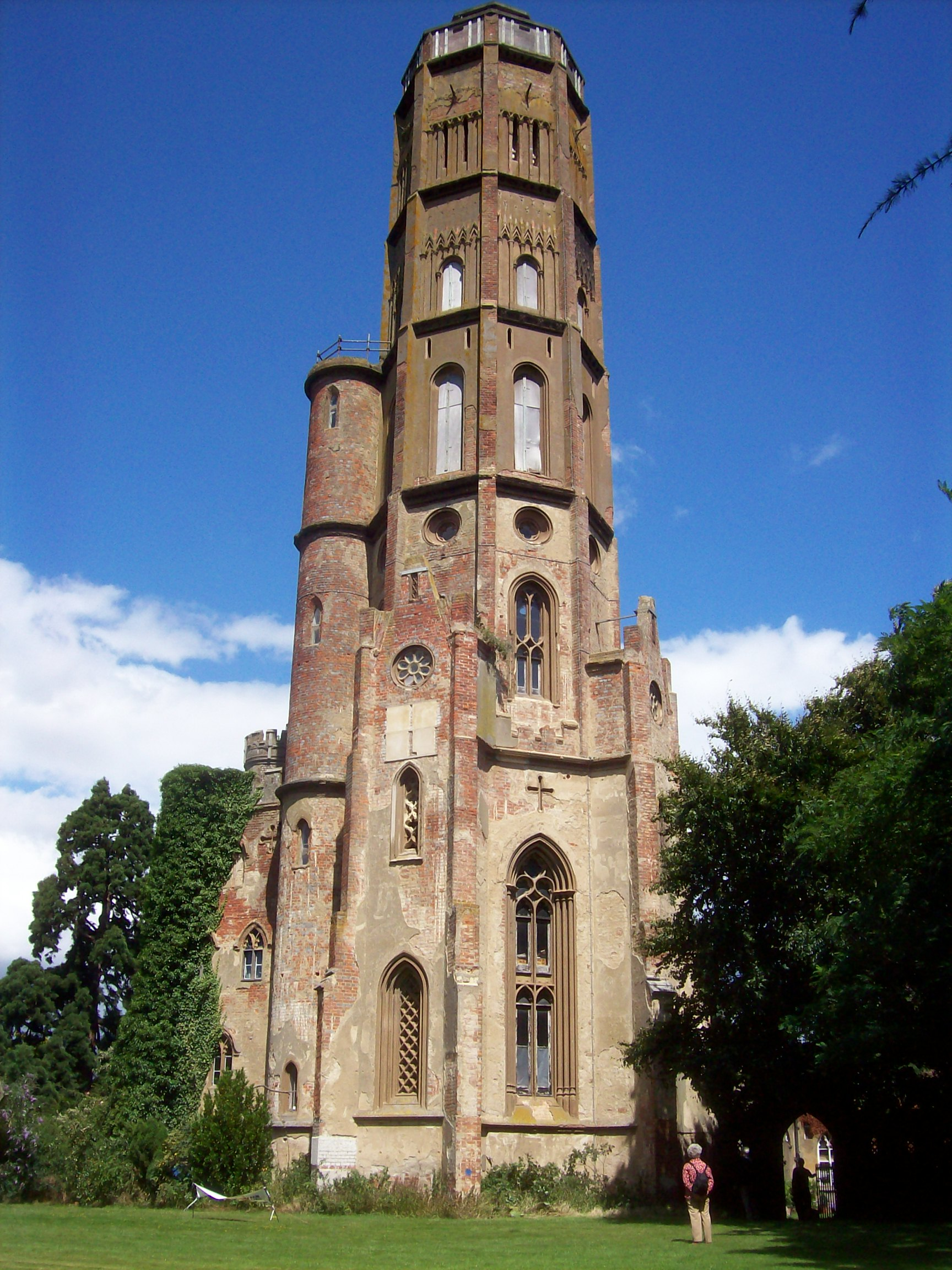
Château d'Hadlow

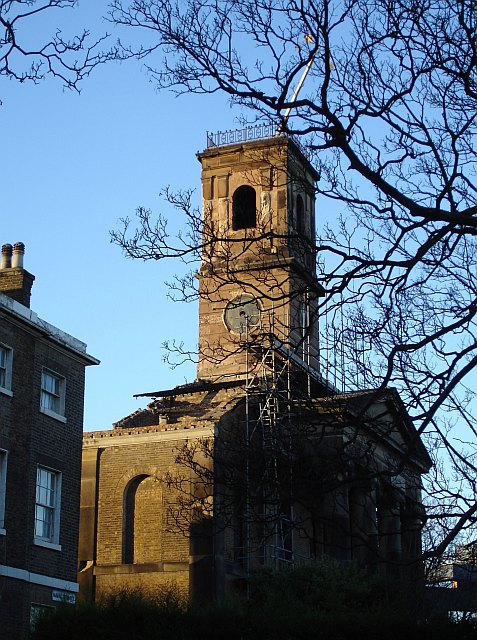
Dockyard Church, Sheerness - en attente de restauration.

George Ledwell Taylor (né le 31 mars 1788, mort le 1er mai 1873) est un architecte et propriétaire terrien qui vivait à Londres.

## Vie
Taylor est né le 31 mars 1788 et a fait ses études à l'académie de Rawes, à Bromley. Il devient l'élève de l'architecte James Burton, puis, à la retraite de ce dernier, de Joseph Parkinson, qui s'occupe alors de l'aménagement du Portman estate. Alors qu'il était stagiaire chez Parkinson, Taylor a supervisé la construction de Montagu et Bryanston Squares (1811), et des rues voisines.
En 1816, il entreprend deux voyages à pied en Angleterre avec son condisciple Edward Cresy. En 1817, il entreprend avec Cresy un grand tour, visitant la France, la Suisse et l'Italie, avant de passer un été en Grèce. À Pise, ils font un relevé détaillé du Campo Santo et de la Tour de Pise, dont ils publieront plus tard les dessins dans un volume intitulé Architecture of the Middle Ages in Italy (1829). À leur retour en Angleterre, Taylor et Cresy installent un bureau à Furnival's Inn. Taylor vit au 52 Bedford Square, puis à Spring Gardens, avant de s'installer dans une villa à Lee Terrace, Blackheath, l'une des quatre villas qu'il a lui-même conçues.
Le 8 juin 1820, il épousa Bella Neufville, avec qui il eut onze enfants.

## Département de la Marine
En 1824, il est nommé arpenteur des bâtiments du département naval. À ce titre, il supervise d'importants travaux dans les arsenaux de Chatham, Woolwich et Sheerness, ainsi que les modifications de l'arsenal de Clarence à Gosport. Ses travaux à Sheerness comprennent l'église néoclassique du Royal Dockyard de 1828. Les travaux qu'il réalise à Chatham comprennent la construction de l'hôpital Melville (1827) et le soutènement en béton du Long Storehouse, qui avait été déstabilisé par le pourrissement des poutres qui lui servaient de fondations. Il présente une communication sur ce "système expérimental de reprise en sous-œuvre" lors d'une réunion de l'Institute of British Architects en 1836. En 1831, à Woolwich, il construit le mur de la rivière.

## Pratique privée
En 1837, un programme de réductions budgétaires à l'Amirauté entraîne le licenciement de Taylor. Il reprend la pratique générale et se qualifie comme géomètre de district. En 1838, il commence la construction de la spectaculaire tour gothique du château de Hadlow, une maison de la fin du XVIIIe siècle dans le Kent. La tour s'inspire en partie de celle de James Wyatt à l'abbaye de Fonthill. Elle a été construite en briques enduites de ciment romain pour imiter la pierre, les détails architecturaux les plus fins étant construits avec le ciment. Il avait déjà utilisé le style gothique pour une église à Walham Green, Fulham en 1827-1828.
Il a conçu et développé, en tant qu'appartements, le bloc de bâtiments sur le côté est de Trafalgar Square qui est devenu plus tard l'hôtel Morley. Il a reçu une certaine attention de la part de Guillaume IV, et a prétendu avoir persuadé le roi que le nouvel espace ouvert à Charing Cross devrait s'appeler "Trafalgar Square" plutôt que "King William the Fourth Square", comme proposé à l'origine.
En 1843-1848, il aménagea de grandes parties du domaine de l'évêque de Londres, Westbourne Terrace (où il se construisit une maison), Chester Place, et des parties de Hyde Park Square et Gloucester Square. Vers 1851, Taylor conçoit le Grand National Hippodrome de William Batty, également connu sous le nom de Batty's Hippodrome, une arène en plein air de 14 000 personnes située près de Kensington Gardens et de l'exposition de Crystal Palace.
Taylor était l'architecte et le géomètre associé de la Regent's Canal Railway Company, qui, en 1845, proposa de combler le Regent's Canal entre Paddington et Limehouse et d'utiliser son tracé pour un chemin de fer. En 1849, il entreprit de poursuivre le chemin de fer du Kent Nord de Stroud à Douvres, en passant par Chatham et Canterbury, mais les négociations échouèrent, entraînant une perte personnelle de 3 000 £ pour Taylor.
Après cela, il abandonne l'architecture pour l'archéologie. En 1856, il retourne en Italie avec sa femme et séjourne à Rome de novembre 1857 à mars 1858, rassemblant des matériaux pour The Stones of Etruria and Marbles of Antient Rome, qu'il publie en 1859. Il rentre finalement en Angleterre en 1868 et publie en 1870-1872 un recueil de croquis et de descriptions de bâtiments qu'il a visités au cours de ses voyages, sous le titre The Auto-Biography of an Octogenarian Architect.
Il meurt à Broadstairs le 1er mai 1873, à l'âge de 85 ans.